# Gimli
Gimli – postać ze stworzonej przez J.R.R. Tolkiena mitologii Śródziemia. Jest jednym z głównych bohaterów powieści  Władca Pierścieni. Krasnolud z plemienia Durina, syn Glóina, członek Drużyny Pierścienia.
W filmie Petera Jacksona postać Gimlego została mocno rozbudowana (umieszczono wiele scen komicznych z udziałem Gimlego i Legolasa), a w jego rolę wcielił się John Rhys-Davies.

## Życiorys
Gimli należał do królewskiego rodu i był spokrewniony m.in. z Thorinem Dębową Tarczą. Nie brał udziału w wyprawie pod Samotną Górę (Hobbit, czyli tam i z powrotem), a na naradę u Elronda przybył jako syn Glóina – reprezentanta tego właśnie królestwa (którym wówczas władał Dáin II Żelazna Stopa). Na naradzie został wybrany członkiem Drużyny Pierścienia, której zadaniem było pomóc Powiernikowi Pierścienia, Frodowi Bagginsowi, zniszczyć Pierścień Władzy.
Dzielił losy Drużyny Pierścienia aż do jej rozpadu. Potem wraz z Aragornem i Legolasem ścigał orków Sarumana, aby uwolnić Meriadoka i Peregrina. Brał udział w bitwie o Rogaty Gród, przeszedł Ścieżkę Umarłych, walczył w Pelargirze, na polach Pelennoru i pod Morannonem. Walcząc w Helmowym Jarze wygrał zawody z Legolasem w liczbie zabitych orków (42 Gimlego do 41 Legolasa). Choć początkowo był mocno uprzedzony do elfa, z czasem jednak zaprzyjaźnili się, a Gimli otrzymał tytuł Przyjaciela Elfów.
Galadriela, królowa lasu Lothlórien, podarowała mu trzy złociste włosy z jej głowy.
Kiedy wiele lat po wydarzeniach opisanych we Władcy Pierścieni Legolas postanowił opuścić Śródziemie, zabrał ze sobą Gimlego – jedynego krasnoluda, który dotarł do Nieśmiertelnych Krain.

## Etymologia
Słowo gimli pochodzi z języka staronordyckiego i oznacza najprawdopodobniej ‘ogień’. W przeciwieństwie do imion wielu innych krasnoludów, Gimli nie jest imieniem żadnej z postaci z sag, lecz nazwą dworu w Asgardzie.